# Ninó de Mingrelia
Ninó (en georgiano: ნინო) era una princesa real georgiana (batonishvili) como hija del rey Jorge XII de Georgia y princesa consorte de Mingrelia como esposa de Grigol Dadiani, príncipe soberano de Mingrelia.
Después de la muerte de su esposo en 1804, Ninó fue regente de su hijo menor de edad, Leván, hasta 1811, y ayudó a poner a Mingrelia y Abjasia, un principado vecino de sus suegros, bajo la hegemonía del Imperio ruso. En 1811, se retiró a San Petersburgo, donde murió a la edad de 75 años.